# Eduard Ellenberger
Eduard Heinrich Georg Gustav Julius Ellenberger (* 24. Januar 1837 in Büdingen; † 3. August 1917 in Darmstadt) war ein deutscher Pfarrer und Politiker (NLP) und Abgeordneter der 2. Kammer der Landstände des Großherzogtums Hessen.
Eduard Ellenberger war der Sohn des Steuerkommissärs Christian Friedrich Heinrich Ellenberger (1796–1847) und dessen Ehefrau Wilhelmine, geborene Scriba (1804–1869). Ellenberger, der evangelischen Glaubens war, heiratete am 13. Oktober 1864 Mathilde geborene Trapp.
Ellenberger war 1864 bis 1876 Pfarrer in Hain-Gründau und später Kirchenrat, Pfarrer und Dekan in Ortenberg.
Von 1872 bis 1887 gehörte er der Zweiten Kammer der Landstände an. Er wurde für den Wahlbezirk Oberhessen 13/Büdigen gewählt.